# Lång daggmask
Lång daggmask (Aporrectodea longa) är en ringmaskart som först beskrevs av Ude 1885.  Lång daggmask ingår i släktet Aporrectodea och familjen daggmaskar. Arten är reproducerande i Sverige. Inga underarter finns listade i Catalogue of Life.